# Яри Маенпя
Яри Маенпя (на фински: Jari Mäenpää, роден на 23 декември 1977 г.) е финландски хевиметъл мултиинструменталист и автор на песни. Той е основателят на Wintersun, за която записва всички инструменти с изключение на барабаните. Преди да създаде групата, Маенпя е най-известен с ролята си във фолк метъл групата Ensiferum, към която се присъединява през 1996 г., след като напуска предишната си група, наречена Immemorial. „Уинтерсън“ първоначално е планиран като паралелен проект заедно с Енсиферум, но през януари 2004 г. той е принуден да напусне Енсиферум поради сблъсъци между графика им за турнета и студийното време за запис, което е резервирал за Уинтерсън.
През 1997 г. Маенпя трябва да спре музикалната си кариера, за да участва в задължителната военна служба във Финландия. В интервю признава, че не харесва времето, прекарано в армията, и подозира, че там е получил туберкулоза.
Яри Маенпя също е член на групата Arthemesia и участва в страничния проект на Кимо Митинен Lost Alone.

## Дискография
- 2004: Wintersun, вокал, китари, бас, клавир, текст, продуцент;[3]
- 2006: Live at Summer Breeze, 2005 (видео) – вокал, китари; [3]
- 2012: Time I – водещ вокал, китари, клавир, Programming, текст, продуцент; [3]
- 2017: The Forest Seasons – вокал (водещ вокал, хорист), китари, бас, клавир, Samples, програмист ударни, текст, продуцент; [3]
- 2017: Live at Tuska Festival, 2013 (на живо) – китари, вокал; [3]
- 2017: The Forest Package, (компилация) вокал (водещ вокал, хорист), китари, бас (CD 5), клавир, Samples, програмист ударни; [3]